# St. Andreasberger Kleinbahn 1 und 2
Die Lokomotiven St. Andreasberger Kleinbahn 1 und 2 der St. Andreasberger Kleinbahn waren normalspurige dreiachsige Zahnradlokomotiven. Die beiden Exemplare wurden von der Lokomotivfabrik Jung 1913 hergestellt.
Sie wurden auf der Zahnradbahn bis zu deren Stilllegung 1959 eingesetzt und dann ausgemustert sowie verschrottet.

## Geschichte
Für den Anschluss der Fahrgäste der Bahnstrecke Scharzfeld–St. Andreasberg zur Stadt Sankt Andreasberg im Oberharz wurden für die Zahnradbahn von der Lokomotivfabrik Jung 1913 die beiden Lokomotiven mit den Fabriknummern 1780 sowie 1781 gebaut.
Im Normalfall reichte eine Lokomotive für den Verkehr mit den beiden Personenwagen aus. Die Personenwagen hatten zusätzlich zur herkömmlichen Bremsausrüstung ein Bremszahnrad. Gelegentlich wurde ein Güterwagen mitgenommen. Die Züge wurden zum Stadtbahnhof geschoben. Die zweite Lokomotive war für den Fall des Ausfalles der Stammlokomotive beschafft worden.
Die Lokomotiven überstanden beide Weltkriege. Da der Bahnbetrieb danach unrentabel wurde, wurden die Strecke 1959 eingestellt und abgebaut, die Lokomotiven ausgemustert und verschrottet.

## Konstruktion
Die Lokomotiven waren für den Reibungs- und Zahnstangenbetrieb konstruiert. Alle Zylinder waren außen übereinander angeordnet, sodass die Wartungsarbeiten wesentlich vereinfacht werden konnten. Da die Zylinder den gleichen Durchmesser besaßen, arbeitete das Zahnrad auf ein Vorgelege, wodurch sich bei Fahrten im Zahnstangenabschnitt in etwa die gleichen Kräfte am Reibungs- und Zahnradbetrieb ergaben.
Im reinen Reibungsbetrieb wurde der Abdampf durch eine Umstellvorrichtung direkt in das Blasrohr geleitet. Im kombinierten Betrieb arbeitete die Lokomotive als Verbunddampflokomotive. Das erforderliche größere Volumen in den Zahnradzylindern wurde durch ein Vorgelege mit entsprechender Untersetzung im Zahnradantrieb bewirkt, wie es beim Antrieb nach System Winterthur üblich ist. Das Zahnradtriebwerk drehte sich dadurch etwas mehr als so doppelt so schnell wie das Adhäsionstriebwerk. Unmittelbar hinter der ersten Achse war ein Bremszahnrad vorhanden. Die Kreuzköpfe liefen auf einer einschienigen Gleitbahn.
Der Kessel mit einer kupfernen Feuerbüchse besaß einen Dampfdom. Die Feuerbüchsdecke war eben ausgeführt, da die Lok ständig mit der Rauchkammer in die Bergrichtung zeigte. Gespeist wurde er von zwei Strahlpumpen von Strube mit einer Förderleistung von 125 l/min. Die Armaturen der Lok entsprachen im Wesentlichen denen der Preußischen T 9.3. Nach den Steilstreckenvorschriften waren sie mit fünf Bremssystemen ausgestattet:
- eine Wurfhebelbremse,
- eine Westinghouse-Bremse,
- eine Riggenbach-Gegendruckbremse,
- eine Bandbremse für das Bremszahnrad und
- eine Bandbremse für das Vorgelegerad und das Antriebszahnrad.

Da die Gegendruckbremse mit erheblicher Geräuschentwicklung arbeitete, befand sich hinter dem Kamin ein in dessen Austrittsleitung eingeschalteter Schalldämpfer. Über einen Fliehkraftregler wurde beim Überschreiten einer zulässigen Höchstgeschwindigkeit automatisch die Westinghouse-Bremse ausgelöst. An beiden Fahrzeugen konnten für den Winterbetrieb Schneepflüge montiert werden.